# گلیز ۲۰۸
گلیز ۲۰۸ یک ستاره است که در صورت فلکی شکارچی قرار دارد.